# Martha Rosler
Martha Rosler est une artiste plasticienne et enseignante américaine née à Brooklyn en 1943. Elle vit et travaille à Brooklyn, New York. 
Associée aux mouvements d'art féministe et d'art conceptuel elle crée des tableaux, des vidéos, des photomontages, des installations, des performances et écrit sur l'art et la culture. 
Son travail  est centré sur le quotidien et la sphère publique afin d'éclairer, selon ses mots, « les questions souterraines, comme la façon dont nous vivons nos vies, ou la manière qu’ont les États-Unis de gérer les affaires en notre nom ».  

## Biographie
Martha Rosler a étudié en Californie de 1968 à 1980, d'abord dans le comté nord de San Diego, puis à San Francisco. Elle a aussi vécu et étudié au Canada. Elle est diplômée du Brooklyn College (1965) et de l'Université de Californie de San Diego (1974); « lieu de contestation et de débats philosophiques ou esthétiques, où elle fréquente des artistes tels qu’Allan Kaprow ou Miriam Schapiro, et des philosophes, comme Jean-François Lyotard, qui marqueront durablement sa pensée ». 
Son fils Josh Neufeld est auteur de bandes dessinées.  
En 1989, à la place d'une exposition personnelle à la Dia Art Foundation à New York, Rosler a organisé le projet If You Lived Here..., dans lequel 50 artistes, producteurs de films et de vidéos, photographes, architectes, sans domicile fixe, squatteurs, groupes d'activistes et écoliers, abordaient les sujets de l'architecture, des situations de vie contestées et les visions utopiques. En 2009, une exposition d'archives basée sur le projet If You Lived Here Still... a ouvert à la galerie E-flux à New York et a voyagé  en 2010 à Casco Office for Art Design and Theory, à Utrecht, aux Pays-Bas et à La Virreina Centre de la Imatge à Barcelone. À la suite de ses expositions et des problématiques qu'elles ont soulevées, Rosler et l'urbaniste Miguel Robles-Durán ont travaillé sur un projet d'installation urbaine à Hambourg, en Allemagne, intitulé We Promise!(2015), qui traite des promesses conflictuelles des projets de régénérations urbaines en Europe.  
Lors de l'exposition Utopia Station à la Biennale de Venise de 2003, elle travaille avec près de 30 de ses étudiants de Stockholm et de Copenhague, ainsi qu'avec le groupe Internet The Fleas, pour produire des bannières et un petit pavillon explorant les projets et communautés utopiques et leurs ramifications sociales et politiques.
Son exposition personnelle Meta-Monumental Garage Sale se déroule au MoMA à New York en novembre 2012, revisitant une série d'expositions tenues entre 1973 et 1977, centrées sur les ventes de garage américaines. Sa fascination pour les ventes de garage, ces étranges événements communautaires, l'a conduite à commencer à collectionner ses propres objets et à faire ses propres événements de ventes de garage. Le Meta-Monumental Garage Sale de 2010 a présenté 14 000 objets, issus de sa propre collection, et des objets donnés par les employés du musée et par le public.
Elle reconduit ce type d'événement, dont le Fair Trade Garage Sale au musée des cultures de Bâle, en lien avec la foire d'Art Basel en 2010, puis au MoMA en 2012.
E-flux a commandité The Martha Rosler Library, dans laquelle, à compter de novembre 2005, plus de 7 500 volumes issus de sa collection privée ont été mis à la disposition du public dans des institutions artistiques, des écoles et des bibliothèques. La collection a débuté à la galerie new-yorkaise d'E-flux avant de voyager à l'Association d'art de Francfort en Allemagne ; au MuHKA (Museum of Contemporary Art) à Anvers conjointement avec l'« artist-run space » NIC ; à la United Nations Plaza School à Berlin ; à l'Institut national d'histoire de l'art de Paris ; à Stills à Édimbourg ; à John Moore's Art School à Liverpool ; et à la galerie de l'université du Massachusetts, à Amherst. Dans la Martha Rosler Library, les visiteurs peuvent s'asseoir et lire ou faire des photocopies gratuitement de ses volumes. D'autres initiatives, comme des groupes de lecture et/ou des présentations de lectures publiques, ont été organisées en relation avec le projet.
Son travail fait l'objet de rétrospectives. Positions in the Life World (1998–2000) est montrée dans cinq villes européennes (Birmingham ; Vienne ; Lyon/Villeurbanne ; Barcelone et Rotterdam), à l'International Center of Photography et au New Museum of Contemporary Art à New York. Une autre rétrospective de son travail artistique a  lieu à la Galleria Civica d’Arte Moderna e Contemporanea (GAM), à Turin.

## Œuvres significatives

### Vidéos
Ses œuvres les plus connues sont les vidéos pionnières Semiotics of the Kitchen (1974/75), Vital Statistics of a Citizen, Simply Obtained (1977), Losing: A Conversation with the Parents (1977), Martha Rosler Reads Vogue (1982) et Born to Be Sold: Martha Rosler Reads the Strange Case of Baby $/M (1988).
Son travail porte sur la sphère publique et explore les problématiques liées à la vie quotidienne, aux médias, à l'architecture et à l'environnement construit, et en particulier sur la manière dont ils affectent les femmes. Au travers de ses œuvres, Martha Rosler manipule des récits performés et des images de mass médias pour perturber les attentes des spectateurs. Elle déclare : « La vidéo en elle-même n'est pas innocente : oui la vidéo me permet de construire, en utilisant différentes formes narratives fictives, des leurres engagés dans une dialectique avec la télévision commerciale. »

### Photomontages
Le photomontage The Bowery in two inadequate descriptive systems (1974-75) est considéré comme une œuvre fondamentale de la photographie conceptuelle et postmoderne.
Son photomontage Body Beautiful, or Beauty Knows No Pain (c. 1966–72) porte sur la représentation photographique des femmes dans le domaine du privée, c'est-à-dire, la vie domestique. Tandis que House Beautiful: Bringing the War Home traite de l'imagerie de la guerre du Viêt Nam (c. 1967–72), propos repris sur la guerre d'Irak et celle d'Afghanistan, respectivement en 2004 et en 2008.

### Installations
Son œuvre Meta-Monumental Garage Sale est sa première exposition solo au Museum of Modern Art, à New York. Cette exposition fait référence aux ventes de garage typiquement américaines. Il s'agit d'une gigantesque vente de garage où les visiteurs peuvent observer et acheter des objets de seconde main. Ces objets font partie de la collection personnelle de l'artiste. Tous ces objets ont été des donations de la part de l'artiste elle-même, des employés du MoMA et du public. L'artiste étant présente sur place, elle marchandait directement le prix des différents items avec les visiteurs du musée.

## Expositions
- Whitney Museum, New York, 1977
- Documenta 7, Cassel, 1982
- Dia Art Foundation, New York, 1989
- Palais des beaux-arts, Bruxelles, 1994
- Institut d’art contemporain, Villeurbanne, 1999
- Biennale de Venise en 2003
- biennale de Liverpool et de Taipei en 2004
- Sprengel Museum, Hanovre, 2005
- Université de Rennes[26] en 2006
- documenta 12, Cassel, 2007
- Skulptur Projekte, Münster de 2007
- Worcester Museum of Art en 2007
- biennale de Singapour en 2011
- Museum of Modern Art, New York, 2012[27]

## Documents audiovisuels
- A Budding Gourmet[28]1974, 17 min 45 s, n&b, sonore;
- Semiotics of the Kitchen[2]1975, 6 min 09 s, n&b, sonore;
- Losing: A Conversation with the Parents[29]1977, 18 min 39 s, couleur, sonore;
- The East Is Red, The West Is Bending[30] 1977, 19 min 57 s, couleur, sonore;
- From the PTA, the High School and the City of Del Mar[31] 1977, 6 min 58 s ;
- Vital Statistics of a Citizen, Simply Obtained[32] 1977, 39 min 20 s, couleur, sonore;
- Travelling Garage Sale[33] 1977, 30 min, n&b;
- Domination and the Everyday[34] 1978, 32 min 07 s, couleur, sonore;
- Secrets From the Street: No Disclosure[35] 1980, 12 min 20 s, couleur, sonore;
- Optimism/Pessimism: Constructing a Life 1981, 44 min;
- Watchwords of the Eighties[36] 1981-82, 62 min;
- Martha Rosler Reads Vogue[3] 1982, 25 min 45 s, couleur, sonore;
- A Simple Case for Torture, or How to Sleep at Night 1983, 62 min;
- Fascination with the (Game of the) Exploding (Historical) Hollow Leg[37] 1983, 58 min 16 s, couleur, sonore;
- If it's too bad to be true, it could be DISINFORMATION[38]1985, 16 min 26 s, couleur, sonore;
- Global Taste: A Meal in Three Courses[39] 1985, 30 min;
- Born to be Sold: Martha Rosler Reads the Strange Case of Baby $/M[40] (avec Paper Tiger Television) 1988, 35 min, couleur, sonore;
- In the Place of the Public: Airport Series[41] 1990, 4 heures, couleur, sonore;
- Greenpoint: The Garden Spot of the World 1993, 19 min 24 s;
- How Do We Know What Home Looks Like?[42] 1993, 31 min, couleur, sonore;
- Seattle: Hidden Histories[43] 1991-95, 13 min, couleur, sonore;
- Chile on the Road to NAFTA[44] 1997, 10 min, couleur, sonore;
- Prototype (God Bless America) 2006, 1 min;
- Semiotics of the Kitchen: An Audition[45] 2011, 10 min 26 s, couleur, sonore.